# Endiandra compressa
Endiandra compressa är en lagerväxtart som beskrevs av C. T White. Endiandra compressa ingår i släktet Endiandra och familjen lagerväxter. Inga underarter finns listade i Catalogue of Life.